# Араблинский (станция)
Араблинский — железнодорожная станция Северо-Кавказской железной дороги в Дагестане.
Располагается на линии Махачкала — Дербент, в селе Араблинское.
Названа по фамилии генерала царской армии Балакиши Али-бека Араблинского возле имения которого и возникла. Станция изначально выполняла функцию въездных ворот усадьбы. Это обусловило обилие элементов декора и тонко прорисованных деталей декоративного решения фасадов станционного здания «Араблинского». По аналогичному проекту постороены вокзалы станций «Берикей» и «Инчхе», но их декор проще. В целом же двухэтажные вокзалы этого проекта больше похожи на сельские гимназии или конторские здания. Пристанционный поселок Араблинское начал формироваться после прихода сюда железной дороги.